# Сорал, Ханде
Ханде́ Сора́л (тур. Hande Soral; 2 февраля 1987 года, Бурса) — турецкая телеактриса и модель.

## Биография
Ханде родилась 2 февраля 1987 года в Бурсе. Мать Ханде иммигрантка из Болгарии, а отец приехал из Македонии. У Ханде есть младший брат Бедирхан Сорал и младшая сестра актриса и модель Бенсу Сорал. В детстве Ханде играла в школьных спектаклях.
В 2010 году Ханде поступила в Стамбульский университет на факультет психологии, который успешно окончила в 2014 году.

## Карьера
В 2008 году в качестве зрителя Ханде пошла на телешоу «Gomeda Story» и вышла на сцену вместе с ведущим. Директору Ханде так понравилась, что он пригласил её принять участие в программе. Следующие три месяца Ханде брала уроки дикции и актёрского мастерства и присоединилась к телешоу. В «Gomeda Story» девушку заметил режиссёр сериала «Маленькие женщины» и пригласил Ханде на прослушивание, предложив ей роль Армаган.
Ханде играла в таких сериалах как «Подобно греху», «Алев-Алев», «Фатих», «Соединившиеся души» и «Месть змей». В 2013 году Ханде получила роль Азельи в сериале «Королёк— птичка певчая». В 2016 году Ханде получила роль Лейлы в сериале «В сердце пожар». В 2018 году Ханде снялась в 5-м сезоне турецкого исторического сериала «Воскресший Эртугрул» в роли Ильбильге-хатун.

## Личная жизнь
Ханде встречалась с турецким актёром Оканом Ялабыком, в 2012 году после двух лет отношений пара рассталась. Сейчас Ханде Сорал состоит в браке с актёром кино Исмаилом Демирджи.

## Фильмография
| Год                |    | Русское название                    | Оригинальное название            | Роль             |
| ------------------ | -- | ----------------------------------- | -------------------------------- | ---------------- |
| 2008               | с  |                                     | Komedi Dükkanı                   | Ханде            |
| 2008—2011          | с  | Маленькие женщины                   | Küçük Kadınlar                   | Армаган Гезиджи  |
| 2010               | тф | Лачуга                              | Gecekondu                        | камео            |
| 2011               | с  | Подобно греху                       | Bir Günah Gibi                   | Фиген            |
| 2012—2013          | с  | Алев-Алев                           | Alev Alev                        | Умран            |
| 2012               | с  | Каждый брак заслуживает второй шанс | Оригинальное название неизвестно | Нилай            |
| 2013               | с  | Фатих. Завоеватель                  | Fatih                            | Гевхерхан Султан |
| 2014               | с  | Королёк — птичка певчая             | Çalıkuşu                         | Азелья-ханым     |
| 2014—2015          | с  | Месть змей                          | Yılanların Öcü                   | Фатьма           |
| 2014               | ф  | Соединившиеся души                  | Birleşen Gönüller                | Дженнет          |
| 2016 - 27 iun 2023 | с  | сердце никогда не забывает          | Kalbim Yangın Yeri               | Лейла            |
| 2017               | с  | Запах ребенка                       | Evlat Kokusu                     | Зейнеп           |
| 2017               | ф  | Мы вам перезвоним                   | Оригинальное название неизвестно | Лале             |
| 2017               | с  | Безымянные                          | İsimsizler                       | Хандан           |
| 2014—2019          | с  | Эртугрул: Возрождение               | Diriliş: Ertugrul                | Ильбильге-хатун  |